# Picot garser de Macé
El picot garser de Macé (Dendrocopos macei) és una espècie d'ocell de la família dels pícids (Picidae) que habita boscos, clarianes i boscos de bambú del nord del Pakistan, nord i est de l'Índia, Myanmar, nord-oest i centre de Tailàndia, Cambodja, centre i sud de Laos, sud del Vietnam, illes Andaman, Java i Bali.